# Dioicomyces
Dioicomyces Thaxt. – rodzaj grzybów z rzędu owadorostowców (Laboulbeniaceae). Grzyby mikroskopijne, pasożyty stawonogów, głównie owadów (grzyby entomopatogeniczne).

## Systematyka
Pozycja w klasyfikacji według Index Fungorum: Dioicomyces, Laboulbeniaceae, Laboulbeniales, Laboulbeniomycetidae, Laboulbeniomycetes, Pezizomycotina, Ascomycota, Fungi.
Takson ten w 1901 r. utworzył Roland Thaxter.

## Gatunki
Index Fungorum w 2020 r. wymienia 45 gatunków tego rodzaju. W Polsce ich występowanie jest jeszcze słabo zbadane. Tomasz Majewski, jedyny polski mykolog zajmujący się nimi na szerszą skalę, do 2003 r. wymienił 2 gatunki występujące w Polsce:
- Dioicomyces anthici Thaxt. 1901
- Dioicomyces myrmecophilus T. Majewski 1973